# Serock
Serock este un oraș în Polonia.